# Leptolaimus longiseta
Leptolaimus longiseta är en rundmaskart. Leptolaimus longiseta ingår i släktet Leptolaimus, och familjen Leptolaimidae. Arten är reproducerande i Sverige.